# Juicio de Arne Cheyenne Johnson
El juicio de Arne Chayanne Johnson, también conocido como el caso «El diablo me hizo hacerlo», es el primer caso en un tribunal de los Estados Unidos en el cual la defensa del acusado usó como argumento de inocencia la posesión demoníaca para obtener la absolución de responsabilidad personal a causa del delito. El 24 de noviembre de 1981, en Brookfield, Connecticut, Arne Chayanne Johnson fue condenado por homicidio en primer grado al asesinar a su casero y vecino, Alan Bono.
Según el testimonio de la familia Glatzel, David Glatzel, de 8 años, presuntamente había sido anfitrión del demonio que forzó a Johnson a matar a Bono. Después de presenciar una serie creciente de situaciones ominosas que implicaban a David, la familia, agotada y aterrorizada, decidió pedir la ayuda de los demonólogos Ed y Lorraine Warren (famosos por su investigación en el conocido caso del Terror de Amityville) en un último esfuerzo por «curar» a David. Entonces, la familia Glatzel, junto con los Warren, procedieron a realizar el exorcismo de David con unos cuantos sacerdotes Católicos. El proceso continuó varios días, concluyendo cuándo, según los presentes, un demonio huyó del cuerpo del niño y poseyó el cuerpo de Johnson. Varios meses más tarde, Johnson mató a su casero durante una discusión. Su abogado argumentó ante el tribunal que estaba poseído, pero el juez ordenó que tal defensa nunca podría ser probada y era, por tanto, inviable en un tribunal de ley. Johnson fue posteriormente condenado, aunque solo estuvo cinco años de una condena que distaba entre los 10-20 años.
El juicio atrajo la atención de numerosos medios de comunicación mundial y ha obtenido un nivel de notoriedad debido a representaciones numerosas de los acontecimientos en literatura y televisión.

## Versión en Discovery Channel
Arne Johnson y Debbie Glatzel proporcionaron pruebas de primera mano para la versión de los acontecimientos descritos en Discovery Channel en la serie documental Historias de Ultratumba, episodio "Donde los demonios Moran". Durante la entrevista, afirmaron ser testigos presenciales de una posesión demoníaca, y ambos eran firmes en su apoyo a la recolección de eventos recogida por los Warren. Afirmaron que la actividad paranormal empezó después de que fueran a limpiar una propiedad en alquiler que acababan de adquirir. David, el hermano de Debbie, relató que un anciano aparecía en sus sueños, empujándole y aterrorizándole. La pareja inicialmente pensó que David utilizaba al anciano como una excusa para evitar la limpieza, pero David les informó que el anciano había jurado hacer daño a los Glatzel si se mudaban a susodicha casa. Las visiones de David del anciano incluyeron al hombre que aparece como una bestia demoníaca, que murmuraba en latín y pretendía robar su alma. A pesar de que la familia entera presuntamente escuchaba los ruidos extraños que provenían del ático, nadie excepto David presenció al anciano. Después, David comenzó a experimentar terrores nocturnos, mostró un comportamiento extraño, y presentó marcas y heridas inexplicables, por lo que la familia recurrió a los servicios de la Iglesia Católica, que accedió a bendecir la casa. La aterrorizada familia concluyó en que la casa era maligna y se marcharon.
Las visiones de David empeoraron, ocurriendo también durante el día. Doce días después del incidente original, la familia llamó a los demonólogos Ed y Lorraine Warren en pos de su ayuda. Lorraine presuntamente presenció una neblina negra que se materializaba cerca de David, un indicio aparente de una presencia malévola. Debbie y su madre dijeron a los Warren que habían visto a David ser golpeado y vapuleado por manos invisibles y que unas marcas rojas habían aparecido en su cuello tras el incidente. David había empezado a gruñir, a silbar, a hablar con voces de otro mundo, y a recitar versículos de la Biblia o del Paraíso Perdido. Los Glatzel se turnaban cada noche para hacer guardia, permaneciendo un miembro familiar despierto con David por si padecía espasmos y convulsiones. Después de recibir un pronóstico de posesiones múltiples de los Warren, David estuvo sometido a tres "exorcismos menores". Lorraine afirmó que David levitó, cesó de respirar un tiempo, e incluso demostró la capacidad sobrenatural de la premonición, específicamente en relación con el asesinato que Johnson más tarde cometería. En octubre de 1980, los Warren contactaron con la policía de Brookfield para advertirles de que la situación devenía peligrosa.
Según los testigos presenciales, Arne Johnson coaccionó a uno de los demonios supuestamente dentro David para poseerle mientras participaba en el exorcismo de David. Es aquí donde Contactos en el Más Allá se alejó de las circunstancias de la posesión de Johnson descrita por los implicados. Según el programa, unos cuantos días después de que Johnson incitara al demonio durante el exorcismo, éste fue atacado violentamente por el mismo, el cual presuntamente tomó control de su coche y lo forzó a estrellarse contra un árbol; afortunadamente, Johnson no resultó herido. Tras este incidente, Johnson regresó a la propiedad alquilada para examinar un viejo bien que presuntamente albergó al demonio. En ambas versiones dramatizadas y de primera mano, Johnson relata que éste fue su último encuentro con el demonio mientras permanecía completamente lúcido, después sería finalmente poseído al entrar en contacto con el demonio en el bien. Los Warren le habían pedido que no lo hiciera (a pesar de que su aviso no fue mencionado en Historias de Ultratumba). Cuando la condición de David empeoró, Debbie y Johnson decidieron mudarse de casa de sus padres. Debbie fue contratada por Alan Bono, un nuevo residente de Brookfield, como peluquera de perros. Debbie y Johnson alquilaron un apartamento, perteneciente al jefe de esta, cerca del lugar de trabajo. Después de mudarse, Johnson comenzó a exhibir un comportamiento extraño que era sospechosamente similar al que presentaba David, alertando a Debbie de que podía estar bajo una posesión. Según Debbie, Johnson caía en un trance profundo, donde gruñía y alucinaba, no acordándose de nada después.

## El asesinato
El 16 de febrero de 1981, estando enfermo, Johnson llamó a su trabajo en el Wright Tree Service, y se fue con Debbie a la perrera en la que ella trabajaba, con su hermana Wanda y la prima de Debbie, Mary, de nueve años. Bono, el casero y jefe de la pareja, llevó al grupo a comer a un bar y comenzaron a beber en exceso. Después de la comida, el grupo regresó a la perrera. Entonces, Debbie se llevó a las chicas a por unas pizzas pero insistió en volver deprisa, anticipando problemas. Cuando regresaron, Bono, borracho, se puso nervioso. Todo el mundo dejó la habitación a petición de Debbie, exceptuando a Bono, quien cogió a Mary y le obligó a quedarse. Johnson volvió al apartamento y ordenó a Bono que dejase ir a Mary. Wanda relató los acontecimientos siguientes a la policía: Mary corrió hacia el coche mientras Debbie intentaba mitigar la situación estando entre los dos hombres. Wanda intentó sacar de ahí a Johnson, no obstante en vano. Johnson, gruñiendo como un animal, sacó un puñal de 13 cm y apuñaló repetidamente al casero. Bono murió varias horas más tarde. Según el abogado de Johnson, Bono había padecido "cuatro o cinco heridas enormes", mayoritariamente en su pecho, y una que recorría desde el estómago hasta la base de su corazón. Johnson fue descubierto a dos millas (3 km) del sitio del asesinato y estuvo bajo arresto en el Centro Correccional de Bridgeport con una fianza de $125,000. Este fue el primer asesinato en la historia de Brookfield, Connecticut.

## Reacción de los medios de comunicación y procedimientos legales
El día después del asesinato, Lorraine Warren informó a la policía de Brookfield que Johnson estaba poseído cuando se cometió el crimen. Un "bombardeo mediático" pronto rodeó la historia, alimentada en parte por los Warren, cuyos agentes prometieron que se estaban preparando conferencias, un libro e incluso una película que detallara el espantoso caso. Martin Minnella, el abogado de Johnson, recibió llamadas de todo el mundo sobre lo que se llamaba el Juicio por Asesinato Demoníaco. Minnella viajó a Inglaterra para reunirse con abogados que habían participado en dos casos similares (aunque ninguno fue a juicio). Él planeó volar con especialistas en exorcismo de Europa y amenazaron con citar a los sacerdotes que supervisaron los exorcismos de David Glatzel si no cooperaban con la defensa.
El juicio se llevó a cabo en la Corte Superior de Connecticut en Danbury, comenzando el 28 de octubre de 1981. Minnella intentó presentar una declaración de inocencia en virtud de la posesión, pero el juez que presidía, Robert Callahan, rápidamente rechazó esta defensa. Callahan argumentó que tal defensa nunca podría existir en un tribunal de justicia debido a la falta de pruebas y que sería "irracional y no científico" permitir el testimonio relacionado. La defensa eligió dar a entender que Johnson actuó en defensa propia. Debido a esto, el jurado no estaba legalmente permitido considerar la posesión demoníaca como una explicación viable para el asesinato. El jurado deliberó durante 15 horas durante tres días antes de condenar a Johnson el 24 de noviembre de 1981 por homicidio en primer grado. Fue sentenciado a 10-20 años de prisión, aunque sirvió solo cinco.

## Consecuencias
El incidente llevó a la creación de una película para televisión llamada The Demon Murder Case en NBC y una gran película, cuya producción se estancó debido a conflictos internos. En 1985, Gerald Brittle, con la asistencia de Lorraine Warren, publicó un libro sobre el incidente titulado The Devil in Connecticut. Lorraine Warren ha declarado que las ganancias del libro se compartieron con la familia. Las fuentes confirmaron que el editor del libro pagó dos mil dólares a la familia. Tras la publicación del libro en iUniverse en 2006, David Glatzel y su hermano, Carl Glatzel Jr., demandaron a los autores y editores de los libros por violar su derecho a la privacidad, la difamación y la "aflicción intencional de angustia emocional". Carl también afirmó que el libro afirmaba que cometió actos delictivos y abusivos contra su familia y otros. Dijo que la historia de posesión era un engaño inventado por Ed y Lorraine Warren para explotar a la familia y la enfermedad mental de su hermano, y que el libro lo presentaba como el villano porque no creía en las afirmaciones sobrenaturales. Afirmó que los Warren le dijeron que la historia haría a la familia millonaria y ayudaría a Johnson a salir de la cárcel. Según Carl Glatzel, la publicidad generada por el incidente lo obligó a abandonar la escuela, y que perdió amigos y oportunidades de negocio. Actualmente está escribiendo un libro titulado Alone Through The Valley, sobre su versión de los hechos que rodearon a su hermano. Lorraine Warren defiende su trabajo con la familia. Ella dice que los seis sacerdotes que participaron en el incidente coincidieron en que el niño estaba poseído y que los eventos sobrenaturales que describió eran reales. Gerald Brittle, autor de The Devil in Connecticut, dice que escribió el libro porque "la familia quería que se contara la historia", que posee un video de más de 100 horas de sus entrevistas con la familia, y que firmaron el libro como exacto antes de que se imprimiera. El padre de Glatzel, Carl Glatzel Sr.

## En la cultura popular
Este caso es la trama de la película de terror de 2021 dirigida por Michael Chaves, The Conjuring: The Devil Made Me Do It.